# Pannacjonalizm
Pannacjonalizm - odmiana ideologii nacjonalistycznej, dążąca do budowy dużych jednostek państwowych, łączących w sobie wszystkie blisko związane kulturowo, na ogół sąsiadujące narody i grupy etniczne. Podstawą do zjednoczenia jest wspólnota kulturowa („rodzina kultur”). Często ma postać ruchów dążących do dołączenia do państwa narodowego fragmentów terytorium państwa sąsiednich, zamieszkałych przez odpowiednie mniejszości etniczne, będące częścią narodu posiadającego owo państwo.
Inną postacią pannacjonalizmu jest dążność do tworzenia ponadnarodowych struktur w postaci luźnych konfederacji lub nawet zjednoczonych państw wśród grup o wspólnej przeszłości np. kolonialnej (panamerykanizm, panafrykanizm). Żaden z ruchów pannacjonalistycznych nie odniósł szczególnych sukcesów politycznych, ale przyczyniły się one często renesansu kulturowego wśród zaangażowanych grup (np. panslawizm). 
Ruchy pannacjonalistyczne są podobne kosmopolitycznym w dążeniu do budowy dużych jednostek politycznych, jednak różnią się tym, że dążą do budowy wspólnoty w oparciu o związki etniczno-kulturowe, a nie społeczno-państwowe.

## Przykłady pannacjonalizmu
Etnicznego bądź kulturowego:
- Panarabizm
- Panarianizm
- Pangermanizm
- Paniranizm
- Panserbizm
- Panslawizm
- Panislamizm
- Paneuropeanizm
- Panafrykanizm
- Panamerykanizm

- Ekspansjonizm
  - Großdeutschland
  - Wielka Albania
  - Wielka Finlandia
  - Wielki Izrael
  - Wielka Polska
  - Wielka Serbia
  - Wielka Syria